# SAX (indice)
SAX (abbreviazione da Slovenský akciový index; in slovacco: Indice azionario slovacco) è l'indice azionario ufficiale della Borsa di Bratislava. È un indice pesato sulla capitalizzazione dei titoli che compara la capitalizzazione di un insieme di titoli rispetto alla capitalizzazione dello stesso insieme di titoli ad una data di riferimento. L'indice riflette l'andamento generale dei titoli mobiliari legati agli investimenti azionari compresi nell'indice. Include variazioni dei corsi azionari, distribuzioni di dividendi e variazioni legate all'aumento di capitale delle società.
Il valore iniziale dell'indice è 100 e corrisponde alla capitalizzazione dei titoli al 14 settembre 1993.

## Composizione dell'indice
- Biotika, a.s.
- OTP Banka Slovensko, a.s.
- Slovenské energetické strojárne, a.s.
- Slovnaft, a.s.
- Všeobecná úverová banka, a.s.